# Giovanni Battista Toeschi
Giovanni Battista Toeschi (ou Johann Baptist Toeschi, Johannes Toeschi, Johann Baptist Christoph Maria von Toeschi), né dans le Saint-Empire romain germanique, baptisé le 1er octobre 1735 et mort le 3 mars 1800 à Munich dans l'électorat de Bavière, est un violoniste et compositeur allemand de musique classique, d'origine italienne, qui fit partie de l'école de Mannheim.

## Famille
Giovanni Battista Toeschi est le fils d'Alessandro Toeschi (1700-1758), issu d'une vieille famille noble italienne qui s'appelait Toëscha della Castella Monte, un compositeur de musique baroque italien né à Rome avant 1700, actif à Darmstadt, à Stuttgart et enfin à Mannheim. 
Il est également le frère cadet de Carl Joseph Toeschi (Carlo Giuseppe Toeschi, Joseph Toeschi, 1731-1788), compositeur et violoniste, élève de Johann Stamitz, membre de l'orchestre de Mannheim depuis 1752, premier violon en 1759 et directeur de la musique de chambre en 1774,,,.
Enfin, il est le père du compositeur Karl Theodor Toeschi, également appelé Carlo Teodoro Toeschi ou Carlo Teodoro Toesca della Castellamonte (1768-1843).

## Biographie
Giovanni Battista Toeschi est baptisé le 1er octobre 1735. 
Les sources divergent quant à son lieu de naissance, situant celui-ci soit à Mannheim,, soit à Stuttgart,, soit à Lichtenfels.
À Mannheim, après avoir étudié le violon sous la direction de Johann Stamitz, Giovanni Battista Toeschi reçoit des leçons de composition de Christian Cannabich,,,.
En 1755, il est admis dans l'orchestre de la cour de Mannheim, la « Mannheimer Hofkapelle », un orchestre fondé par le prince-électeur de Palatinat Charles-Théodore lorsqu'il accède au pouvoir en 1743 à l'âge de 18 ans seulement. Cet orchestre atteindra son apogée de 1748 à 1778, comptera jusqu'à 89 musiciens et entrera dans l'histoire de la musique sous le nom d'école de Mannheim ou « Mannheimer Schule ».
Il s'y distingue comme violoniste, est nommé premier violon (Konzertmeister) en 1774 et remplace parfois Christian Cannabich dans ses fonctions de chef d'orchestre,.
En 1778, Charles-Théodore de Palatinat, devenu prince-électeur de Bavière, transfère sa cour de Mannheim à Munich, ainsi que son orchestre qui fusionne avec l'orchestre de la cour de Munich (Münchener Hofkapelle) dont les origines remontent au XVIe siècle : Giovanni Battista Toeschi suit alors la cour à Munich, où il héritera ultérieurement de la place de directeur de la musique de chambre de Carl Joseph Toeschi à la mort de celui-ci,,.
Giovanni Battista Toeschi meurt à Munich le 3 mars 1800,.

## Œuvre
Dans sa Biographie universelle des musiciens de 1844 François-Joseph Fétis souligne que Giovanni Battista Toeschi « fut un compositeur distingué dans la musique instrumentale, particulièrement dans la symphonie. Ses mélodies sont gracieuses et ses modulations ne sont pas communes. Ses symphonies avaient beaucoup de succès à Paris avant qu'on y connût les beaux ouvrages de Haydn ».